# 首相足

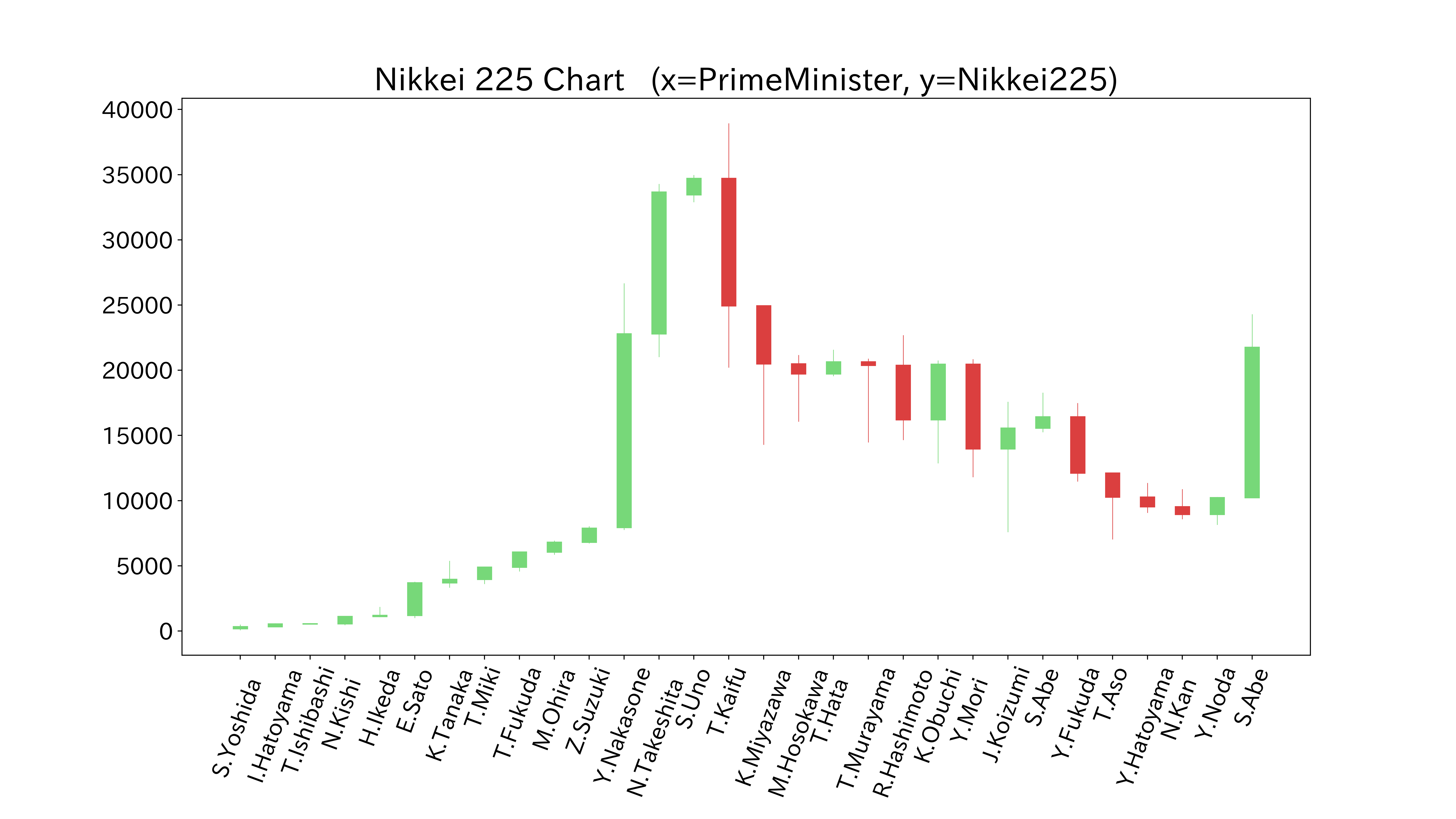
日経平均株価の首相足チャート

首相足（しゅしょうあし）とは、内閣総理大臣の就任日から退任日までの株価をローソク足（4本値）で示したものである。首相足を用いて株価の推移を表した首相足チャートは国の最高指導者の経済政策の良し悪しを測る手段の一つとして使われている。

## 概要

ローソク足

一般的な株価チャートの「〇足」とは、「〇という期間中」の株価の4本値（始値、終値、高値、安値）を表したローソク足のことである。
- 日足とは、ある日の株価の4本値を表したローソク足
- 週足とは、ある週の株価の4本値を表したローソク足
- 月足とは、ある月の株価の4本値を表したローソク足
- 年足とは、ある年の株価の4本値を表したローソク足

したがって
- 首相足とは、「ある首相の在任期間中」の4本値を表したローソク足

である。首相足を用いて株価の推移を表したチャートは首相足チャートと呼ばれている。
首相足の4本値を
- 始値：首相が就任した瞬間の株価（＝その日の終値）
- 終値：首相が退任した瞬間の株価（＝その日の終値）
- 高値：首相在任期間中の株価の最高値
- 安値：首相在任期間中の株価の最安値

と定義し、歴代首相の首相足をチャートで表現したら、株価が歴代首相の経済政策によってどのように変化したかを分析することが可能である。

## 日経平均株価の首相足
下のチャートは日経平均株価の首相足チャートである（2019年9月30日時点）。